# 0verflow
0verflow (яп. オーバーフロー обафуро), также известное, как Overflow — японское подразделение компании Stack Ltd, специализирующееся на создании эротических игр разновидности interactive fiction. Компания известна в основном благодаря популярной серии игр School Days, адаптированной впоследствии в различные мультимедийные издания. Штаб-квартира расположена в здании Sugishō Building (яп. 杉商ビル сугисё биру) в Токио. 10 февраля 2012 года, 0verflow официально подтвердили, что Shiny Days (ремейк Summer Days) будет последней их игрой. Также, компания заверила клиентов, что они не были на грани банкротства и будут продолжать поддерживать свою линию видеоигр даже после выхода Shiny Days.
В 2007 году видеоигра School Days была адаптирована в аниме, состоящее из 12 эпизодов, а также в 2008 году в 2 спин-оффа. School Days и Cross Days были адаптированы в мангу.

## Игры
0verflow произвёл такие игры, как:
- Large PONPON (яп. らーじ・PONPON) - 26 ноября 1999 года.
- PureMail - 25 августа 2000 года.
- 0verflow Pleasure Box (яп. オーバーフローぷれじゃ～ボックス) - 27 апреля 2001 года.
- Snow Radish Vacation (яп. Snowラディッシュバケーション) - 28 декабря 2001 года.
- Let's go for the little sister! (яп. 妹で行こう!) - 27 декабря 2002 года.
- Summer Radish Vacation!! (яп. Summerラディッシュバケーション) - 13 августа 2003 года.
- Magical Unity (яп. マジカル☆ユニティー) - 27 декабря 2003 года.
- MISS EACH OTHER - 30 апреля 2004 года.
- LOST M - 15 октября 2004 года.
- School Days (яп. スクールデイズ)[5] - 28 апреля 2005 года.
- 0verflow Premium Trilogy Box (яп. オーバーフロープレミアムトリロジーボックス) - 27 января 2006 года.
- Summer Days (яп. サマーデイズ) - 23 июня 2006 года.
- Cross Days (яп. クロスデイズ) - 19 марта 2010 года.
- School Days HQ (яп. スクールデイズ ハイクオリティ) - 8 октября 2010 года.
- Shiny Days (яп. シャイニーデイズ) - 27 апреля 2012 года[6].
- Island Days (яп. アイランドデイズ) - 3 июля 2014 года.
- Strip Battle Days 2 (яп. ストリップバトルデイズ2) - 28 апреля 2016 года.